# Taifa Santarém
De taifa Santarém was een emiraat (taifa) in het westen van Portugal dat slechts één jaar stand hield. Het bestond van 1144 tot 1145, toen het opging in de taifa Badajoz (tot 1147). De stad Santarém (Arabisch: Santarin) was de hoofdstad van de taifa.

## Emir
Banu Abd Allah
- Labid ibn Abd Allah: ?-1147